# Ceylondvärguv
Ceylondvärguv (Otus thilohoffmanni) är en nyligen beskriven starkt utrotningshotad fågelart i familjen ugglor som enbart förekommer på Sri Lanka.

## Utseende och läten
Ceylondvärguven är en liten (16,5 cm), kortstjärtad dvärguv som saknar örontofsar. Fjäderdräkten är enhetligt roströdmed små mörka fläckar. Mitt på buken och på undre stjärttäckarna är den dock ljusare och saknar fläckar. Ansiktsskivan är endast svagt markerad och ögonen gula till orangefärgade med en svart ring runt. Tarserna är endast till hälften befjädrade. Lokala formen av orientdvärguv är större och har tydliga örontofsar, helt befjädrade fötter och tydliga vitaktiga fläckar på skapularerna. Från honan hörs ett darrande "PU'U'u" som först stiger, sedan faller i tonhöjd. Hanens läte är mörkare, kortare och mindre darrande.

## Utbredning och status
Fågeln förekommer i låglandsregnskogar på sydvästra Sri Lanka. Världspopulationen består av uppskattningsvis endast mellan 150 och 700 vuxna individer. Den tros även minska i antal till följd av habitatförlust. Internationella naturvårdsunionen IUCN kategoriserar därför arten som starkt hotad.

## Namn
Fågelns vetenskapliga artnamn hedrar Thilo Walter Hoffmann (1922-2014), schweizisk agronom och ornitolog boende i Sri Lanka.